# Content delivery network

Мережа доправлення (і розповсюдження) контенту (англ. content delivery network або content distribution network, CDN) — географічно розподілена мережева інфраструктура, що дозволяє оптимізувати доправлення та розповсюдження контенту кінцевим користувачам в мережі Інтернет. Використання контент-провайдерами CDN сприяє збільшенню швидкості завантаження інтернет-користувачами аудіо-, відео-, програмного, ігрового та інших видів цифрового контенту в точках присутності мережі CDN.

## ПеревагиCDN
На швидкість завантаження вебсторінки та її вмісту помітно впливає те, наскільки далеко користувач перебуває від сервера. Це відбувається тому, що при використанні технології TCP/IP, яка використовується для передачі інформації у мережі Інтернет, затримки при передачі інформації залежать від кількості маршрутизаторів, розташованих між джерелом та споживачем вмісту. Розміщення контенту одночасно на кількох серверах засобами CDN може скоротити маршрут передачі даних мережею і прискорити завантаження сайту з точки зору користувача.
Використання CDN зменшує кількість хопів, що суттєво збільшує швидкість завантаження контенту з Інтернету. Кінцеві користувачі відчувають меншу затримку при завантаженні контенту, відсутність різких змін швидкості завантаження і високу якість потоку даних. Така стабільність дозволяє операторам CDN доставляти контент у форматі HD, забезпечувати швидке завантаження файлів великого розміру чи організовувати відеотрансляції з високою якістю сервісу (QoS) та низькими затратами на мережу.
Технологія CDN дає можливість уникнути затримок при передачі даних, можливих переривань зв'язку та втрати на перевантажених каналах та стиках між ними. Управління навантаженням при передачі мережевого трафіка дозволяє розвантажити магістраль та вузли мережі, розподіливши навантаження між віддаленими серверами.
Розміщення серверів неподалік кінцевих користувачів може збільшити пропускну здатність усієї системи.

## Технологія
Мережі доправлення і поширення контенту складаються з географічно розподілених багатофункційних платформ, взаємодія яких дозволяє максимально ефективно опрацьовувати і задовільняти запити працівників при отриманні контенту.
При використанні мережі CDN, дані центрального сервера інтернет-ресурса реплікуються на периферійні платформи. Кожна платформа підтримує в актуальному стані повну чи часткову копію поширюваних даних. Вузол мережі, що входить до складу платформи, взаємодіє з локальними мережами інтернет-провайдер і поширює контент кінцевим користувачам найкоротшим маршрутом з оптимального щодо завантаженості сервера. Довжина мережевого маршруту залежить від географічної та топологічної віддаленості користувацького комп'ютера від сервера і вартості передачі трафіка у регіоні присутності.
Найпоширенішим методом реалізації CDN рішення є кешування, бо воно забезпечує оптимальне використання дискового простору та каналів зв'язку. При цьому затримка завантаження файла (послідовності файлів) буде найбільшою для користувача, що звернувся на оригінальний сервер контент-провайдера. Всі наступні користувачі будуть звертатися до вже завантажених реплік (HTTP-об'єктів) з найближчого до них сервера. Таким чином, віддалені сервери зберігають лише популярний і часто запитуваний контент.

## Відомі провайдериCDN
- Akamai Technologies
- Amazon CloudFront
- CacheFly
- CDNetworks
- CDNsun.com
- CloudFlare
- EdgeCast Networks
- HP Cloud Services
- LeaseWeb
- Level 3 Communications
- Limelight Networks
- OVH
- Rackspace Cloud Files
- Windows Azure CDN
- AdvancedHosting CDN

## Для дальшого читання
- Buyya, R.; Pathan, M.; Vakali, A. (2008). Content Delivery Networks. Springer. doi:10.1007/978-3-540-77887-5_1. ISBN 9783540778868. Архів оригіналу за 7 січня 2019. Процитовано 14 січня 2018.
- Hau, T.; Burghardt, D.; Brenner, W. (2011). Multihoming, Content Delivery Networks, and the Market for Internet Connectivity. Telecommunications Policy. 35 (6): 532—542. doi:10.1016/j.telpol.2011.04.002.
- Majumdar, S.; Kulkarni, D.; Ravishankar, C. (2007). Addressing Click Fraud in Content Delivery Systems. Infocom. IEEE. doi:10.1109/INFCOM.2007.36. Архів оригіналу (PDF) за 7 січня 2019. Процитовано 14 січня 2018.
- Nygren., E.; Sitaraman R. K.; Sun, J. (2010). The Akamai Network: A Platform for High-Performance Internet Applications. ACM SIGOPS Operating Systems Review. 44 (3): 2—19. doi:10.1145/1842733.1842736. Архів оригіналу (PDF) за 7 січня 2019. Процитовано 19 листопада 2012.
- Vakali, A.; Pallis, G. (2003). Content Delivery Networks: Status and Trends. IEEE Internet Computing. 7 (6): 68—74. doi:10.1109/MIC.2003.1250586.